# Maxwell's Silver Hammer
Maxwell's Silver Hammer is een lied dat geschreven is door Paul McCartney van The Beatles. Zoals gebruikelijk in deze periode staat het op naam van Lennon-McCartney. Maxwell's Silver Hammer verscheen in september 1969 op het album Abbey Road. De lugubere thematiek staat in contrast met de opgewekte en lichtvoetige sfeer van het nummer. De opnames van het nummer leidden tot extra spanningen binnen de band, omdat zowel Harrison, Starr als Lennon hun afkeer van het nummer openlijk lieten blijken aan McCartney.

## Achtergrond
McCartney schreef de eerste strofe in de eerste helft van 1968 toen de band in de ashram van Maharishi Mahesh Yogi in Rishikesh, India, verbleef. De bedoeling was om het nummer toe te voegen aan The Beatles, beter bekend als The White Album, maar door tijdsgebrek kon er geen afgewerkte opname op tijd afgeleverd worden. Repetities voor het nummer gingen door in de Twickenham Film Studios, tijdens de opnames van de film Let It Be. Road manager Mal Evans is te zien in de film wanneer hij op een aambeeld slaat, een karakteristiek geluid van het nummer.
"Als één enkele opname kan aantonen waarom The Beatles uiteenviel, dan is het wel Maxwell's Silver Hammer", schreef Ian MacDonald. McCartney stelde het geduld van de andere bandleden op de proef om veel tijd aan het nummer te spenderen terwijl de anderen het nummer niet graag speelden.

## Compositie
Stilistisch gezien doet het nummer denken aan de andere lichtvoetige nummers van McCartney, zoals Ob-La-Di, Ob-La-Da, When I'm Sixty-Four en Your Mother Should Know. Lennon liet zich minachtend uit over het nummer, hij noemde het "just more of Paul's granny music" (gewoon meer van Pauls oma-muziek). Lennon, die herstelde van een auto-ongeval in Schotland, weigerde daarom ook mee te werken aan de opnames. Het vrolijke karakter van de variété-achtige muziek is echter ironisch. 
De tekst gaat over geneeskundestudent Maxwell Edison die met een zilveren hamer verschillende mensen de kop inslaat, te weten de 'patafysica-studente Joan, de onderwijzeres en ten slotte de rechter. 
In het tweede couplet moet Maxwell op school strafregels schrijven, wat impliceert dat hij veel jonger is.
De naam van de moordenaar lijkt ontleend te zijn aan de natuurkundigen James Clerk Maxwell en Thomas Edison.
In het refrein zijn een hamer en aambeeld te horen wanneer er "Bang! Bang!" gezongen wordt. Het is onduidelijk wie er op de opname op het aambeeld slaat. Volgens Ian MacDonald is dit Mal Evans, zoals ook valt te zien in de film Let It Be, maar het is mogelijk dat Starrs slagen op de opname terechtkwam, zoals in de aantekeningen van Mark Lewisohn te lezen valt.

## Muzikanten
Bezetting volgens Philippe Margotin et al.
- Paul McCartney – zang, basgitaar, piano, Moog IIIP Synthesizer
- George Harrison – gitaar, achtergrondzang
- Ringo Starr – drums, achtergrondzang, aambeeld (?)
- Mal Evans - aambeeld (?)